# Kalafut Nunatak
Kalafut Nunatak är en nunatak i Antarktis. Den ligger i Västantarktis. Inget land gör anspråk på området. Toppen på Kalafut Nunatak är 533 meter över havet.
Terrängen runt Kalafut Nunatak är platt åt sydost, men åt nordväst är den kuperad. Trakten är obefolkad. Det finns inga samhällen i närheten.